# Partido Comunista de Filipinas

Bandera del Partido Comunista de Filipinas

El Partido Comunista de Las Filipinas (en tagalo: Partido Komunista ng Pilipinas, PKP) es una organización revolucionaria y partido comunista de Filipinas, fundado por José María Sison el 26 de diciembre de 1968. Fue designado como grupo terrorista por el actual presidente filipino y antiguo alumno de Sison, Rodrigo Duterte, en diciembre de 2017. Sin embargo, ha venido luchando en una guerra de guerrillas contra el Estado filipino desde su establecimiento. Pese a que sus filas contaban con alrededor de 500 miembros, el Partido creció rápidamente, supuestamente debido a la declaración e imposición de la ley marcial por el expresidente y dictador Ferdinand Marcos durante su régimen de 21 años. Para el final de la dictadura de Marcos, el número de combatientes habría crecido hasta incluir más de 10.000 guerrilleros maoístas. En un discurso frente al Congreso de Estados Unidos en 1986, la sucesora de Marcos, presidenta Corazón Aquino, afirmó que el rápido crecimiento del PKP fue causado por los intentos de Marcos de militarizar a la sociedad mediante la ley marcial, sugiriendo que otros gobiernos lo vieron como una lección a la hora de tratar con insurgencias comunistas.
En 2019, la organización afirma que el número de simpatizantes y miembros está creciendo, pese a las afirmaciones del Gobierno filipino de que la organización está próxima a su destrucción. La organización continúa con una operatividad clandestina, siendo sus principales metas el derrocamiento del Gobierno filipino mediante una revolución armada y retirar la influencia de EE. UU. sobre Filipinas. Consiste en el Frente Nacional Democrático de Filipinas, una coalición de otras organizaciones revolucionarias filipinas con metas similares; el Kabataang Makabayan, que funciona como su ala juvenil; y el Nuevo Ejército del Pueblo, que es su brazo armado.

## Historia
El PKP fue fundado el 26 de diciembre de 1968, coincidiendo con el 75.º cumpleaños de Mao Zedong, el entonces presidente de la República Popular China y máximo dirigente del Partido Comunista de China. Durante esos años, en plena Revolución Cultural, surgieron multitud de movimientos maoístas por todo el mundo. 
Amado Guerrero, por aquel entonces miembro del Comité Central del Partido Comunista Filipino (PKP-1930), dirigió la escisión maoísta. José María Sison, el hombre detrás del nombre de guerra "Amado Guerrero", confirmó que el partido fue creado en Barangay Dulacac, en la provincia de Pangasinan. Fue en el transcurso de un "Congreso de Restablecimiento" el 26 de diciembre de 1968 en una cabaña cercana a la casa de la familia Navarrete, familiares políticos de Arthur García, uno de los fundadores del PKP-1930.
Sison es la figura central detrás del PKP y su fundación. De acuerdo a documentos del Partido, en la década de 1960 se organizó una enorme revuelta izquierdista ocurrida en el país contra las políticas del gobierno, la corrupción y el declive de la economía durante la dictadura de Ferdinand Marcos. La revuelta también estuvo inspirada por la Revolución Cultural, la guerra de Vietnam y otras luchas revolucionarias en el mundo contra la "agresión imperialista" de EE. UU.. Uno de los líderes de este movimiento izquierdista fue José María Sison, un fundador de Kabataang Makabayan. Fue pronto reclutado para ser miembro del PKP-1930 (Partido Komunista ng Pilipinas). Durante ese tiempo los nuevos miembros del PKP, independientemente de los miembros del PKP restantes, eran conducidos a clases clandestinas de educación teórica y política en el marxismo-leninismo, con especial atención dedicada a obreros, campesinos y jóvenes. Esto llevaría en algún momento a una significante escisión entre miembros del PKP. Los nuevos miembros abogaban por continuar lo que ellos consideraban una "revolución armada inacabada contra la dominación feudal y extranjera", refiriéndose al legado y la de facto continuación de la guerra filipino-estadounidense de 1899, "combatir el subjetivismo y el oportunismo en la Historia del antiguo Partido y luchar contra el revisionismo moderno que estaba promoviendo la Unión Soviética". Su ideología fue la base de la escisión del PKP-1930, la refundación del PKP y el subsecuente "Congreso de Reestablecimiento".

### El Congreso de Restablecimiento
Ocurrieron diferencias irreconciliables entre los nuevos miembros del Partido bajo el liderazgo del PKP de José Lava. Sison fue encomendado por el PKP para conducir una revisión de la Historia del Partido de la vieja fusión.
Sin embargo, en su informe, los líderes del PKP encabezados por Jesús Lava estaban en desacuerdo con los descubrimientos de Sison que crticaban los mayores errores del PKP de causar la casi total destrucción del movimiento revolucionario en la década de 1950. Una fuerte división y lucha interna llevada a cabo entre ellos en asuntos ideológicos y políticos provocó que Sison y su grupo lideraran el restablecimiento del Partido tras sus colegas expulsados del PKP. Jesús Lava, el Secretario General del PKP, fue etiquetado como un "revisionista contrarrevolucionario", y los nuevos líderes fueron atacados y calificados como "la camarilla gángster" de Pedro Taruc-Sumulong en el viejo ejército popular del Hukbong Mapagpalaya ng Bayan (HMB), remanante del Hukbalahap en Luzón Central.
El Partido publicó el documento de rectificación, "Rectificar Errores y Reconstruir el Partido", y promulgó el Programa para una Revolución Democrática Popular y los nuevos Estatutos del Partido en su Congreso de Restablecimiento. La desviación de los dos partidos comunistas quedó clara ideológicamente cuando el PKP de Lava recibió el apoyo del Partido Comunista de la Unión Soviética, mientras que el grupo de Sison - considerado revisionista por éstos - apoyó la línea del Partido Comunista de China.
El restablecimiento estuvo centrado en una autocrítica profunda y comprensiva, así como un repudio del "revisionismo moderno" y del liderazgo de Lavas en Manila, así como el grupo de Taruc-Sumuluong que continuaba usurpando la autoridad sobre los remanentes del HMB.
El Congreso del PKP fue atendido por 12 miembros: Jose Maria Sison, Mónico Atienza, Rey Casipre, Leoncio Co, Manuel Collantes, Arthur García, Hermenegildo García, Rubén Guevara, Art Pangilinan, Nilo Tayag, Fernando Tayag e Ibarra Turbianosa. José Luneta fue incluido como 13.er miembro. Fue elegido miembro del Comité Central in absentia, pues se encontraba refugiado en la República Popular China.

## El PKP y la lucha armada
Tras el Congreso de Restablecimiento, el PKP consiguió establecer contactos con antiguos militantes de la guerrilla izquierdista contra el Gobierno filipino, encabezada por los comunistas, por lo que comenzaron a recibir entrenamiento político-militar. El 26 de marzo de 1969 fue creado el Nuevo Ejército del Pueblo, y el 24 de abril de 1973 se creó el Frente Democrático Nacional (NDF, por sus siglas en inglés) como organización política legal.
El PKP comenzó a desarrollar una guerra popular prolongada, una línea estratégica desarrollada por Mao Zedong durante la fase de guerra de guerrillas del Partido Comunista de China. El objetivo eventual de la táctica es establecer un "gobierno revolucionario y popular" mediante una revolución de dos fases: una "revolución nacional y democrática" que dé paso a una revolución socialista.
El restablecimiento maoísta fue considerado por el PKP como el "Primer Gran Movimiento de Rectificación", criticando los errores del PKP-1930, al que catalogaban de "pro-soviético". El PKP se adhirió al maoísmo, que consideran como la más clara interpretación del marxismo-leninismo.
El PKP considera a Filipinas como un país semicolonial y semifeudal, y por tanto alegan que el carácter de su revolución es "nacional-democrático de nuevo tipo (liderado por el proletariado), las fuerzas motrices, los objetivos, la estrategia, la táctica y la perspectiva socialista de la Revolución Filipina".
Pese a las detenciones de las sucesivas direcciones del PKP respectivamente en 1973, 1974, 1976 y 1977, la esquelética organización regional del Partido se vio reforzada por la incorporación de nuevos guerrilleros al NPA procedentes tanto de las áreas rurales y campesinas como de la clandestinidad urbana.

## Segundo Gran Movimiento de Rectificación
En el X Plenario del PKP, el Partido puso en práctica el "Segundo Gran Movimiento de Rectificación", que revisió y corrigió los errores que crearon un descontrol en el movimiento revolucionario durante más de una década desde su fundación en 1968.
Armando Liwanag, presidente del PKP, firmó un documento titulado "Reafirmar Nuestros Principios Básicos y Llevar la Revolución Adelantes" en el que repudiaba las desviaciones de cuadros dirigentes del Partido en el país, que resultaron en graves retrocesos y destrucción para el Partido y el movimiento revolucionario, primero en una isla principal y posteriormente a nivel nacional.
Las políticas erróneas han causado retrocesos debido a procesos de auto-constricción y han infligido fuertes pérdidas sin precedentes en la fuerza del Partido y el grueso de las bases del Nuevo Ejército del Pueblo.
Con las críticas y los debates que surgieron entre los cuadros dirigentes del Partido se resultó en la expulsión de los partidarios de "oportunismos de derecha e izquierda", formando las llamadas facciones "rechacistas" y "reafirmacionistas".
Los reachacistas se alineaban en la táctica de la "contraofensiva estratégica", "regularización" y combinar el aventurerismo militar con la insurrección desde 1980 en adelante, con el reafirmismo que enarbolaba la revolución correcta de la guerra popular.
El movimiento de rectificación fue iniiciado para derrotar a la línea errada de una manera comprensiva y de una forma que fortaleciera ideológicamente, políticamente y organizativamente al Partido. Además, el movimiento de rectificación tomó fuerza en 1992, especialmente tras el Pleno del Comité Central que aprobó los documentos de rectificación.

## Escisiones y divisiones
No todos los cuadros del PKP se alinearon con el documento de "reafirmación" publicado por Liwanag. Aquellos que se alinearon con la ortodoxia maoísta fueron llamados "reafirmistas" o RA, mientras que aquellos que rechazaron el documento fueron llamados "rechacistas" o RJ. En julio de 1993, el "Komiteng Rehiyon ng Manila-Rizal" (KRMR), alineados con los rechacistas, declararon su autonomía del Comité Central:

Desde este día y en adelante, cortamos nuestros lazos con el círculo ilegal y absolutista que se hace pasar por "Comité Central" del PKP... Es una declaración principal de independencia... no una secesión de la total organización del Partido. 
- PKP Manila-Rizal

En unos pocos meses, algunas de las formaciones y oficinas regionales del Partido siguieron la escisión: Mindanao Central, Mindanao Occidental, Negros y Visayas Central, el personal de la Visayas Commission (VisCom) y unidades del Nuevo Ejército del Pueblo bajo su control, el Secretariado Nacional Campesino, la Comisión del Frente Unido y el Departamento Nacional, así como el Comité de Europa Occidental.
El KRMR, VisCom y los comités regionales de Mindanao Central y Occidental se fusionarían más tarde en el Partido Revolucionario de los Trabajadores de Filipinas (RPM-P) en 1998. Sin embargo, los cuadros de Mindanao abandonarían más tarde el RPM-P tras un debate sobre una firma de un pacto de paz con el Gobierno filipino entonces dirigido por Joseph Estrada, formando el Partido Revolucionario de los Trabajadores de Filipinas - Mindanao, que se unió a la Cuarta Internacional en 2003; pasando del Marxismo-Leninismo-Maoísmo al trotskismo.
La facción KRMR liderada por Filemón Lagman fue más tarde expulsada del RPM-P debido a su actitud "liquidacionista" y su rechazo a ayudar al Partido en sus preparaciones y funciones. Lagman formaría el Partido Manggagawang Pilipino (PMP), sin embargo sus asociados más cercanos, liderados por Sonny Melencio, lo alentaron a formar el partido político legal Sosyalistang Partido ng Paggawa (SPP) en 1998.
Los cuadros de la Comisión del Frente Unido formaron el Partido Proletario Democrático (PPD), que se unió con el PMP de Lagman y el SPP de Melencio para dar lugar al Partido ng Manggagawan Pilipino-Pinagsanib (PMP-Pinagsanib). Pero en 2007 hubo otra escisión debido a la mala relación entre simpatizantes de Lagman y Melencio.
En 1997 algunos cuadros del comité de Luzón Central fueron acusados de promover el fraccionalismo y la "civilificación" de las unidades del NPA. Estos cuadros apoyaron los documentos de la reafirmación el PKP que el presidente Armando Liwanag apoyó. El apoyo esperado no se prolongó y los cuadros formaron el Partido Marxista-Leninista de Filipinas, organizando su ala armada, Rebolusyonaryong Hukbo ng Bayan (RHB). El MLPP-RHB mantiene el marco nacional-democrático de análisis social del PKP, pero ligeramente modificado. Ellos mantienen la estrategia de la guerra popular, pero más al estilo de las estrategias revolucionarias de Vietnam o Nepal.

## Relaciones internacionales
Participa en la Conferencia Internacional de Partidos y Organizaciones Marxista-Leninistas (CIPOML).
Las relaciones con la República Popular China con se han enfriado considerablemente desde la muerte de Mao Zedong, la llegada al poder de Deng Xiaoping y la llamada Política de Reforma y Apertura iniciada en 1978. A diferencia de otras organizaciones inicialmente maoístas, tras el distanciamiento con China no se alinearon con Enver Hoxha y el Partido del Trabajo de Albania, sino que pasaron a funcionar de forma totalmente independiente.
De acuerdo con el alemán Stefan Engel, líder del Partido Marxista Leninista de Alemania (MLPD) y de la Coordinación Internacional de Partidos y Organizaciones Revolucionarias (ICOR), el PKP tiene la voluntad de unirse a la ICOR, según afirmó en una entrevista realizada en 2015.

## Ideología
El Partido Comunista de Filipinas, que promueve el Marxismo-Leninismo-Maoísmo, es un partido proletario revolucionario que mira el legado de las rebeliones y revoluciones pasadas de Filipinas desde la perspectiva de las teorías de Karl Marx, Friedrich Engels, Vladimir Lenin, Stalin y Mao Zedong. Asiste al progreso en la teoría y práctica en la revolución proletaria mundial, guiada por el Marxismo-Leninismo-Maoísmo (Preámbulo, Estatutos del Partido Comunista de Filipinas, 1968).

De forma resuelta, por métodos militantes, ideológicos, políticos y organizativos, el Partido Comunista de Filipinas está decidido a liderar a las grandes masas del pueblo filipino de varias nacionalidades y comunidades etno-lingüísticas a la victoria total en la revolución nacional democrática contra el imperialismo norteamericano y los reaccionarios locales; y traer el comienzo de la revolución socialista.
Armando Liwanag, Presidente del Comité Central del Partido Comunista de Filipinas

## Amnistía
El 5 de septiembre de 2007, la presidenta filipina Gloria Macapagal-Arroyo firmó una proclamación de amnistía para los miembros del PKP y su brazo armado, el Nuevo Ejército del Pueblo; otros grupos rebeldes comunistas y su organización paraguas: el Frente Nacional Democrático. La amnistía cubría el crimen de rebelión y otros crímenes "de motivación política", pero sin incluir crímenes sexuales como violación, tortura, secuestros a cambio de rescates, uso y tráfico de drogas ilegales y otros crímenes con fines personales y violaciones de la legalidad internacional o convenciones y protocolos "incluso si se alega haberlos cometidos en la consecución de creencias políticas". El Comité Nacional para la Integración Social firmó un Cerficado de Amnistía a los solicitantes que superaron las pruebas. Las reglas a implementar y las regulaciones siguen siendo debatidas tanto en el Senado de Filipinas como en la Casa de Representantes.

## Plan quinquenal
En 2009 la dirección del PKP, en su 41.º aniversario, llamó a hacer un avance en la lucha revolucionaria y aunar sus fuerzas para hacer un gran avance en la "guerra popular por la nueva democracia". Declaró su determinación en esforzarse durante los siguientes cinco años para hacer un gran avance en el escenario de la estrategia defensiva al empate estratégico, cumpliendo todos los requerimientos y sin saltar ninguna fase necesaria.
También predijeron que un gobierno revolucionario triunfaría en la revolución derrocando al actual Gobierno filipino y establecería un nuevo Estado liderado por los maoístas en 10 años.

El empate estratégico significa que las fuerzas armadas revolucionarias deben alcanzar la paridad en la guerra revolucionaria contra las fuerzas armadas del gobierno reaccionario. El empate estratégico pavimenta el camino hacia la siguiente etapa de la guerra popular prolongada, denominada como ofensiva estratégica, en la que pondremos nuestros esfuerzos en la victoria a nivel nacional en la lucha por la liberación nacional y social.
Armando Liwanag, Presidente del Comité Central del Partido Comunista de Filipinas

En referencia a la doctrina militar maoísta, el NPA se adhiere a las tres fases progresivas de la guerra prolongada: defensa estratégica, empate estratégico y ofensiva estratégica.
De acuerdo a los cálculos del PKP respecto al empate, consideran que la presente revolución está en una subetapa avanzada de la defensa estratégica.

## Publicaciones
- Ang Bayan (El Pueblo) - Publicación nacional del Comité Central del Partido Comunista de Filipinas.
- Rebolusyon (Revolución) - Revista teórica del Comité Central del Partido Comunista de Filipinas.
- Balita ng Malayang Pilipinas (Servicio de Noticias de las Filipinas Libres) - Agencia de noticias del PKP y el Frente Nacional Democrático.
- Liberation (Liberación) - Publicación oficial del Frente Nacional Democrático de Filipinas.
- Ang Kalihukan (El Movimiento) - Publicación del Frente Nacional Democrático en Mindanao del Norte.
- Baringkuas (Alzamiento) - Periódico maoísta del Valle de Cagayán.
- Kahilwayan (Liberación) - Periódico oficial de Kabataang Makabayan-Iloilo.
- Kalatas (Mensaje) - Periódico oficial del pueblo revolucionario de Tagalog del Sur.
- Kalayaan (Libertad) - Periódico oficial del Kabataang Makabayan.
- Daba-daba (Llama) - Periódico revolucionario de Panay.
- Dangadang (Lucha) - Periódico revolucionario de Luzón Noroeste.
- Himagsik (Revuelta) - Periódico revolucionario de Luzón Central.
- Larab (Llama) - Periódico revolucionario de las Visayas Orientales.
- Lingkawas (Liberación) - Publicación del PKP en Caraga.
- Liyab (Llama) - Publicación oficial de KAGUMA
- Malayang Pilipina (Flipina liberada) - Publicación oficial de MAKIBAKA.
- Paghimakas (Lucha) - Periódico del PKP en la isla de Negros.
- Pakigbisog (Lucha) - Publicación revolucionaria de las Visayas Centrales.
- Pasa Bills (El Correo) - Publicación del Frente Nacional Democrático de Mindanao del Sur.
- Pilipinas (Filipinas) - Periódico revolucionario de Cristianos para la Liberación Nacional, organización formada por sacerdotes y personal religioso próximo al PKP.
- Silyab (Chispa) - Publicación del PKP y el NPA en Bicol.
- Asdang (Avance) - Publicado por el Frente Nacional Democrático en Mindanao Central.